# Dreamin' (canção de Eddie Friel)
"Dreamin'" foi a canção que representou a Irlanda no Festival Eurovisão da Canção 1995 que se realizou em Dublin na Irlanda.
A referida canção foi interpretada em inglês por Eddie Friel. Foi a segunda canção a ser interpretada na noite do evento, a seguir à canção polaca "Sama", interpretada por Justyna e antes da canção alemã  "Verliebt in Dich", cantada por Stone & Stone. Terminou em 14.º lugar (entre 23 países participantes), tendo recebido um total de 23 pontos Foi uma classificação fraca, tendo em conta que o país havia ganho nos últimos três anos consecutivamente. No ano seguinte, em 1996 a Irlanda fez-se representar com o tema The Voice, cantado por Eimear Quinn.

## Autores
A canção tinha letra e música de Richard Abbott e  Barry Woods e foi orquestrada pelo famoso maestro Noel Kelehan.

## Letra
A canção é uma balada, com Friel cantando sobre o sonho que ele está tendo e como livre se sente antes de acordar.

## Controvérsia
A canção foi acusada de plágio de "Moonlight" de Julie Felix.